# (38245) Marcospontes
(38245) Marcospontes est un astéroïde de la ceinture principale.

## Description
(38245) Marcospontes est un astéroïde de la ceinture principale. Il fut découvert le 12 août 1999 à l'observatoire Wykrota par Cristóvão Jacques et Luiz Henrique Duczmal. Il présente une orbite caractérisée par un demi-grand axe de 2,89 UA, une excentricité de 0,08 et une inclinaison de 1,3° par rapport à l'écliptique.

## Compléments